# Beatdown Hardcore
O Beatdown Hardcore (também conhecido por Hardcore Beatdown ou Beatdown) é um subgênero do metalcore e do hardcore punk. Caracterizado pelo seu som agressivo, com o uso de riffs pesados de guitarra e ritmo desacelerado. Dá ênfase a desarranjos mais lentos e pesados do que o padrão do metalcore e hardcore punk.

## Características
O Beatdown possui características de groove metal, na forma rítmica de algumas partes estruturais das músicas, mas permanece fiel às suas raízes no hardcore punk. No entanto, pode incluir influências e elementos rítmicos de outros gêneros, tais como death metal, thrash metal, rap e hip-hop. O estilo vocal utilizado varia de acordo com as características particulares de cada banda. No entanto, é geralmente favorecida uma abordagem mais gutural (growl ou pig squeals, por exemplo).

## História

### Início (Anos 1990)
A história do beatdown hardcore remonta aos anos 90. Supoe-se que ele tenha tido origem na cena hardcore de Nova York, com bandas como os 25 Ta Life e os Bulldoze. Estes últimos são geralmente creditados como sendo os pioneiros na produção de música do gênero beatdown hardcore. Outras bandas como Hatebreed, Biohazard e Madball tiveram uma influência relevante no desenvolvimento e popularização deste gênero.

### Atualidade
A popularidade deste subgênero começou a crescer logo em sua primeira década de existência. Nos anos seguintes, elementos do death metal começaram a ser incluídos em composições de beatdown hardcore. Começou-se a verificar ainda uma popularização do gênero fora dos Estados Unidos (onde se destacavam bandas como CDC e No Zodiac), especialmente em países europeus, como a Rússia (Razor Bois), a França (Slamcoke), o Reino Unido (Bun Dem Out, Desolated), Bélgica (Nasty), Itália (Sentence) e Alemanha (Cunthunt 777). 
Na América Latina destacam-se bandas como 6 Weapons (Chile), Terror Back Down (Chile), Consecuencias (Argentina), Destroyer (México), Reach the Sun (Chile), Da Crown (Chile) e Thirsty of Hate (Brasil)
Nas décadas de 2010 e 2020, a banda americana Knocked Loose tem-se destacado na popularização deste género.